# Mirotice
Mirotice (deutsch Mirotitz) ist eine Stadt in Tschechien. Sie liegt 16 Kilometer nordwestlich von Písek und gehört zum Okres Písek.

## Geographie

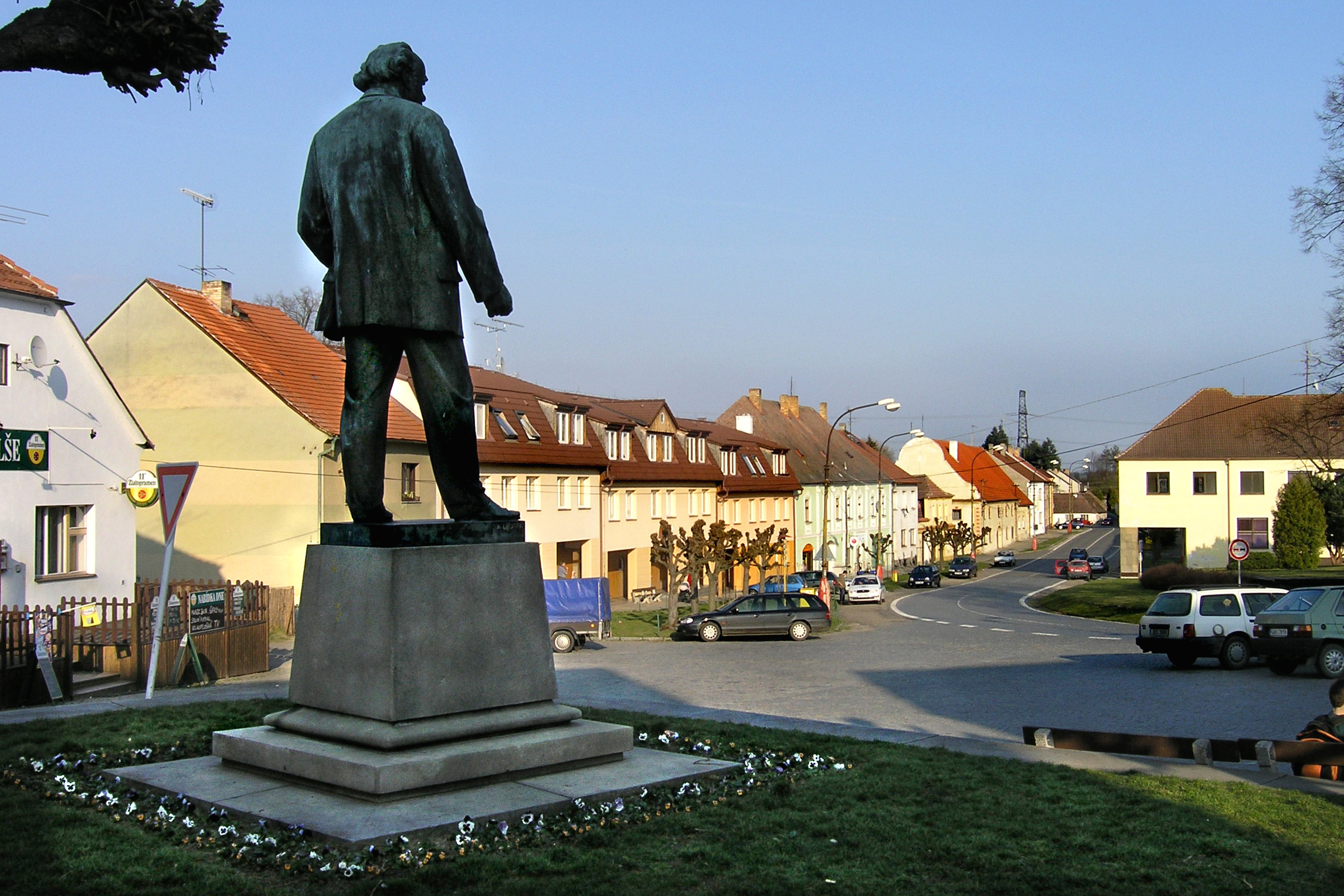
Mirotice

Mirotice befindet sich rechtsseitig der Lomnice im Mittelböhmischen Hügelland.
Nachbarorte sind Boudy im Norden, Rakovické Chalupy und Smetanova Lhota im Nordosten, Karlov im Osten, Cerhonice im Südosten, Radobytce im Süden, Strážovice im Südwesten, Stráž und Míreč im Westen sowie Lučkovice und Brejle im Nordwesten.

## Geschichte
Westlich der heutigen Stadt befand sich im 12. und 13. Jahrhundert das Dorf Stará Ves, zu dem wahrscheinlich auch die Kirche St. Ägidius gehörte. Mirotice wurde in der Mitte des 13. Jahrhunderts im Zuge des Landesausbaus durch die Přemysliden gegründet. Erstmals urkundlich erwähnt wurde die Kirche im Jahre 1254. Mirotice wurde zum Königlichen Städtchen erhoben, und das Dorf Stará Ves fand letztmals 1291 Erwähnung. Durch die Hussitenkriege wurde die weitere Entwicklung von Mirotice gestoppt.
1436 wurde Mirotice an Zdeňek Tluksa von Buřenice verpfändet, 1472 erhielten die Brüder Lev und Protiva von Rosenthal den Ort als Pfand. Unter den Rosenthalern wurde die weitere Entwicklung von Mirotice gefördert, 1499 verlieh Vladislav II. dem Städtchen das königliche Privileg für zwei Jahrmärkte. In der Blütezeit der Rosenthaler beanspruchten die Rosenberger und nachfolgend die Schwanberger als Pfandhalter der königlichen Herrschaft Zvíkov (Klingenberg) zunächst vergeblich, Mirotice für den königlichen Hof Cerhonice robotpflichtig zu machen. Dies gelang erst 1543, als nach dem Tode Zdeniek Lev von Rosenthal die überschuldeten Erben ihren Besitz abtreten mussten. Seit 1547 siedelten sich Juden in Mirotice an.
Zu Beginn des 17. Jahrhunderts erlangte der Marktflecken seine Blütezeit. Die Bürgerschaft war so vermögend geworden, dass sie sich 1610 beim verschuldeten Besitzer der Herrschaft Zvíkov, Johann Georg Ehrenreych von Schwanberg, aus der Untertänigkeit freikaufte. 1611 wurde Mirotice durch die Passauer Söldner Leopolds V. eingenommen und an Jan Horčice z Prostého verkauft. Damit fiel das Städtchen wieder in die Untertänigkeit zurück und im nachfolgenden Dreißigjährigen Krieg wurde Mirotice erneut geplündert und gebrandschatzt. 1654 wurde Mirotice zur selbständigen Gutsherrschaft, und 1688 erwarb das Prämonstratenserkloster Schlägl die Güter Cerhonice und Mirotice. Nach der Ablösung der Patrimonialherrschaften wurde Mirotice zur selbständigen Marktgemeinde. 1763 entstand die Synagoge, sie wurde 1945 zerstört.
In den letzten Tagen des Zweiten Weltkrieges wurden Teile der Stadt durch einen amerikanischen Bombenangriff zerstört. Am 29. April 1945 lagerte eine motorisierte Einheit der Wehrmacht mit Flugabwehrgeschützen in der Stadt, und es kam zu einem Feuergefecht mit amerikanischen Fliegern. Wenig später griffen zwölf US-Bomber Mirotice an und zerstörten dabei 27 Häuser.
1981 wurden Strážovice und Stráž eingemeindet.

## Stadtgliederung
Die Stadt Mirotice besteht aus den Ortsteilen Bořice (Borschitz), Jarotice (Jarotitz), Lučkovice (Lutschkowitz), Mirotice (Mirotice), Obora u Radobytec (Wobora), Radobytce (Radobitz), Rakovické Chalupy (Rakowitzer Häuser), Stráž (Strasch) und Strážovice (Straschowitz).

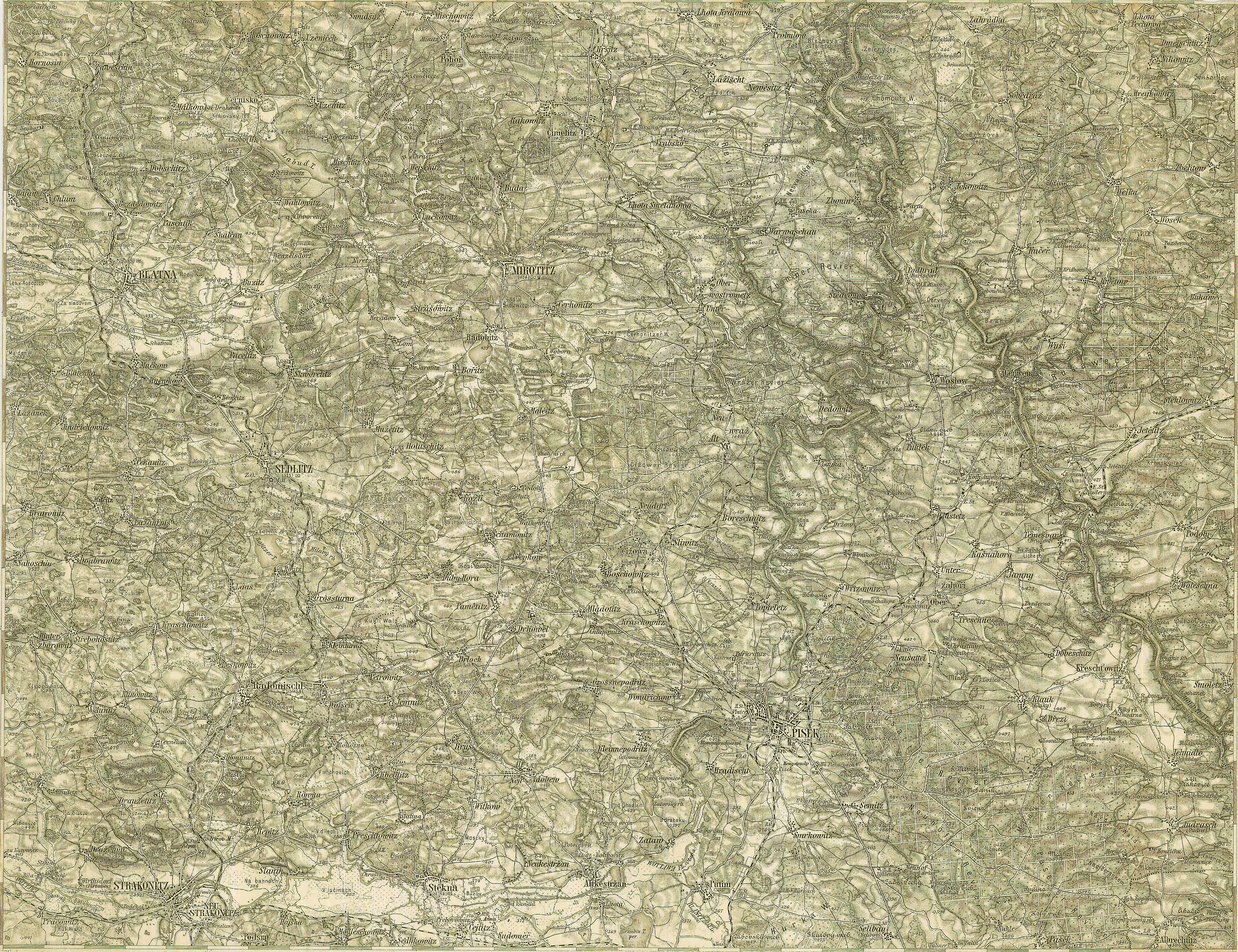
Das damalige Mirotitz und Umgebung Ende des 19. Jahrhunderts (Mitte oben, Spezialkarte der 3. Landesaufnahme)

## Sehenswürdigkeiten
- Romanische Kirche St. Ägidius, seit 1254 nachweisbar
- Geburtshaus von Mikoláš Aleš
- Jüdischer Friedhof, 1681 angelegt
- Statue des Hl. Johannes von Nepomuk, errichtet 1782
- barocke Kapelle des Hl. Johannes von Nepomuk, an der Lomnice bei Rakovické Chalupy
- Brücke über die Lomnice, technisches Denkmal, erbaut 1939
- Barockschloss Karlov, östlich der Stadt

## Persönlichkeiten

### Söhne und Töchter der Stadt
- Mikoláš Aleš (1852–1913), tschechischer Maler
- Benedikt Žák/Schack (1758–1826), in Wien wirkender Komponist und Tenor (erster Tamino in Mozarts Zauberflöte)

### In der Stadt lebten und wirkten
- Matěj Kopecký, der Puppenspieler lebte von 1795 bis 1836 in Mirotice